# Eduard Krause (Prähistoriker)
Eduard Krause (* 13. Juni 1847 in Berlin; † 30. Oktober 1917 in Feldberg) war ein deutscher Prähistoriker und Autor.

## Leben
Krause nahm nach dem Schulbesuch in Berlin zunächst eine Maurerlehre auf. Danach legte er die Reifeprüfung ab und studierte in Berlin Chemie. Im Jahre 1879 wurde Krause Hilfsarbeiter und zuletzt bis zu seinem Tod Konservator an den Königlichen Museen für Völkerkunde in Berlin, Abteilung Vorgeschichte. Bekannt wurde er u. a. durch seine Dokumentation der noch vorhandenen Großsteingräber, die er in den Jahren 1888–1892 in der Altmark in der preußischen Provinz Sachsen vornahm. Daneben wurde er durch sein Standardwerk Vorgeschichtliche Fischereigeräte und neuere Vergleichsstücke. Eine vergleichende Studie als Beitrag zur Geschichte des Fischereiwesens. Mit 648 Abbildungen auf 16 Tafeln und im Text bekannt.
Eduard Krause war verheiratet mit Emmy, geb. Jacobsen, einer Tochter von Emil Jacobsen.
Er starb Ende Oktober 1917 an den Folgen einer Lungenentzündung während seines Urlaubs, der der Erholung dienen sollte, im mecklenburgischen Feldberg.

## Schriften (Auswahl)
- (mit Albert Grünwedel): Amerika’s Nordwest-Küste: Neueste Ergebnisse ethnologischer Reisen aus den Sammlungen der Königlichen Museen zu Berlin, A. Asher & Company, 1883.
- (mit Otto Schoetensack): Die megalithischen Gräber (Steinkammergräber) Deutschlands. I.: Altmark. In: Zeitschrift für Ethnologie. Bd. 25, 1893, S. 150/Nr. 107–114, Taf. VI/107–111 u. 114, VII/107–111 (PDF; 39,0 MB).
- Gräberfeld bei Vitzke in der Altmark  Vieweg, Braunschweig 1896.
- Ausflug nach Neuhaldensleben, Berlin, Verlag Berliner Gesellschaft für Anthropologie, 1899.
- Vorgeschichtliche Fischereigeräte und neuere Vergleichesstücke. Eine vergleichende Studie als Beitrag zur Geschichte des Fischereiwesens. Mit 648 Abbildungen auf 16 Tafeln und im Text. Gebrüder Bornträger, Berlin 1904. (Digitalisat)
- Die megalithischen Gräber, Hansebooks, 2016.